# Difenylcarbonaat
Difenylcarbonaat is een vaste organische verbinding, een koolzuurester met twee fenylgroepen. Ze wordt vooral gebruikt als monomeer samen met bisfenol A voor de productie van polycarbonaten.
Difenylcarbonaat zelf kan geproduceerd worden op verschillende wijzen. De reactie van fenol met het zeer giftige gas fosgeen levert difenylcarbonaat. Een alternatief is de reactie van fenol, koolstofmonoxide en zuurstof, met als katalysator een metaal of een verbinding van een metaal uit de platinagroep. Het bijproduct van de reactie is water:
{\displaystyle {\ce {2Ar-OH + CO + 1/2 O2 -> Ar-O-CO-O-Ar + H2O}}}
Een andere mogelijkheid is de reactie van een dialkylcarbonaat, zoals dimethylcarbonaat, met fenol. De omzetting gebeurt in twee stappen; het tussenproduct is methylfenylcarbonaat:
{\displaystyle {\ce {CH3-O-CO-O-CH3 + Ar-OH -> CH3-O-CO-O-Ar + CH3OH}}}
{\displaystyle {\ce {CH3-O-CO-O-Ar + Ar-OH -> Ar-O-CO-O-Ar + CH3OH}}}
Hetzelfde kan in één stap met als reagens 1,4-dihydroxybenzeen (hydrochinon):
{\displaystyle {\ce {CH3-O-CO-O-CH3 + 2HO-Ar-OH -> Ar-O-CO-O-Ar + 2CH3OH}}}
In deze reactievergelijkingen stelt Ar een fenylgroep voor.